# 토머스 로 프라이스
토머스 로 프라이스 2세(Thomas Rowe Price, Jr.)는 미국의 투자가이다. 워렌 버핏과 더불어 가치 투자의 선구자로 알려져 있다.
스와스모어 대학교에서 화학을 전공했다.